# Pohorlăuți, Zastavna
Pohorlăuți (în ucraineană Погорілівка, transliterat: Pohorilivka și în germană Pohorloutz) este un sat reședință de comună în raionul Zastavna din regiunea Cernăuți (Ucraina). Are 1,605 locuitori, preponderent ucraineni (ruteni).
Satul este situat la o altitudine de 229 metri, pe malul Pârâului Negru (afluent al Onutului), în partea de nord a raionului Zastavna.

## Istorie
Localitatea Pohorlăuți a făcut parte încă de la înființare din regiunea istorică Bucovina a Principatului Moldovei. Prima atestare documentară a localității datează din 27 octombrie 1452. În a doua jumătate a secolului al XVII-lea, moșia satului s-a aflat în proprietatea familiei lui Ion Neculce, cronicarul moldovean. Vistierul Neculce, tatăl cronicarului, s-a căsătorit în anul 1670 cu Catrina, fiica boierului Iordache Cantacuzino, unul dintre cei mai bogați boieri din Moldova secolului al XVII-lea. Ca zestre de nuntă, Catrina a primit 21 moșii, printre care și câteva sate din nordul Moldovei (Boian, Cernăuca, Valeva, Chisălău, Pohorlăuți, Prelipcea, Bocicăuți, Grozinți, Vasileuți, a patra parte din satul Lehăcenii Teutului) . În anul 1702, vel aga Ion Neculce împarte moștenirea de la mama sa cu surorile sale, moșia Pohorlăuți trecând astfel la una dintre surorile lui Neculce . 
În ianuarie 1775, ca urmare a atitudinii de neutralitate pe care a avut-o în timpul conflictului militar dintre Turcia și Rusia (1768-1774), Imperiul Habsburgic (Austria de astăzi) a primit o parte din teritoriul Moldovei, teritoriu cunoscut sub denumirea de Bucovina. După anexarea Bucovinei de către Imperiul Habsburgic în anul 1775, localitatea Pohorlăuți a făcut parte din Ducatul Bucovinei, guvernat de către austrieci, făcând parte din districtul Zastavna (în germană Zastawna). Din 1882, funcționa la Pohorlăuți o școală cu 4 clase.
După Unirea Bucovinei cu România la 28 noiembrie 1918, satul Pohorlăuți a făcut parte din componența României, în Plasa Nistrului a județului Cernăuți. Pe atunci, majoritatea populației era formată din ucraineni. 
Ca urmare a Pactului Ribbentrop-Molotov (1939), Bucovina de Nord a fost anexată de către URSS la 28 iunie 1940, reintrând în componența României în perioada 1941-1944. Apoi, Bucovina de Nord a fost reocupată de către URSS în anul 1944 și integrată în componența RSS Ucrainene. 
Începând din anul 1991, satul Pohorlăuți face parte din raionul Zastavna al regiunii Cernăuți din cadrul Ucrainei independente. Conform recensământului din 1989, numărul locuitorilor care s-au declarat români plus moldoveni era de 3 (2+1), reprezentând 0,18% din populație . În prezent, satul are 1.605 locuitori, preponderent ucraineni.

## Demografie
Componența lingvistică a comunei Pohorlăuți
     Ucraineană (99,75%)
     Alte limbi (0,25%)
Conform recensământului din 2001, majoritatea populației comunei Pohorlăuți era vorbitoare de ucraineană (99,75%), existând în minoritate și vorbitori de alte limbi.
1989: 1.700 (recensământ)
2007: 1.605 (estimare)

### Recensământul din 1930
Componența etnică a comunei Pohorlăuți (județul Cernăuți)
     Ruteni (90,97%)
     Polonezi (6,74%)
     Evrei (1,78%)
     Altă etnie (0,51%)
Componența confesională a comunei Pohorlăuți
     Ortodocși (63,45%)
     Greco-catolici (26,53%)
     Romano-catolici (6,57%)
     Mozaici (1,78%)
     Fără religie (1,67%)
Conform recensământului efectuat în 1930, populația comunei Pohorlăuți se ridica la 1.795 locuitori. Majoritatea locuitorilor erau ruteni (90,97%), cu o minoritate de polonezi (6,74%) și una de evrei (1,78%). Alte persoane s-au declarat: români (3 persoane), germani (3 persoane) și ruși (3 persoane). Din punct de vedere confesional, majoritatea locuitorilor erau ortodocși (63,45%), dar existau și greco-catolici (26,53%), romano-catolici (6,57%), mozaici (1,78%) și fără religie (1,67%). 

## Turism
Nu departe de satul Pohorlăuți se află un monument geologic al naturii, o peșteră calcaroasă unică în Dovgij Yar. Peștera este un exemplu rar a nouă din cele 11 faze ale procesului de formare a calcarului. Lungimea părții explorate este de 377 metri. Aceste monument natural este un labirint de o frumusețe rară .